# Virgil Šček
Don Virgil Šček, italianizzato in Virgilio Scek (Trieste, 1º gennaio 1889 – Lubiana, 28 giugno 1948), è stato un politico e presbitero sloveno naturalizzato italiano eletto alla Camera dei deputati (1921-24) in rappresentanza degli sloveni della Venezia Giulia.

## Biografia
Nato a Trieste da una famiglia slovena nell'allora Litorale austriaco, si trasferì con la famiglia a Gorizia nell'agosto del 1905 e rimase colpito dall'associazionismo sloveno. Quando si rese conto della situazione in cui viveva la maggioranza slovena, organizzò una grande campagna di raccolta di libri di preghiere sloveni, libri e francobolli per loro. Invitò tutti gli studenti sloveni a iniziare una grande campagna di raccolta fondi per la nuova scuola slovena di un paese vicino a Gorizia e nel 1910 la scuola venne aperta. Iniziò anche a scrivere alcuni libri e a tenere alcune conferenze su argomenti di carattere educativo in tutto il territorio abitato da sloveni.
Dopo essersi laureato nel 1909, studiò all'Accademia del Commercio di Graz, che si rivelò presto una decisione errata. Divenne sempre più coinvolto nel lavoro dei preti sloveni e da Janez Evangelista Krek. Nel 1910 entrò nel seminario teologico goriziano, che completò con successo nel 1914.
Il 1º agosto 1914 divenne un cappellano nella Chiesa di San Giovanni Battista a Trieste. Divenne catechista nella scuola pubblica slovena e divenne prete in un ospedale psichiatrico, ma sostenne l'istituzione di orfanotrofi e organizzò oltre un centinaio di conferenze. Durante la prima guerra mondiale dedicò molto del suo tempo ad aiutare i bisognosi. Ha prodotto il primo catasto nazionale e organizzato la campagna di raccolta fondi per la scuola slovena ma la scuola fu in seguito chiusa dalle autorità italiane all'inizio del Fascismo. Durante questo periodo, è stato il supervisore della casa editrice triestina Trst e co-fondatore del giornale panslavo Jugoslavija.
Nel 1918 venne trasferito dal vescovo Andrej Karlin a Corgnale, dove era stato cappellano. A causa di pressioni sempre più forti dei fascisti sul clero sloveno insieme a Engelbert Besednjak e Josip Bitežnik organizzò conferenze pubbliche in molti paesi a maggioranza slovena nell'ambito di associazioni agricole e sindacali e organizzò le "Sedejeve šole" (dal nome dell'arcivescovo di Gorizia Francesco Borgia Sedej) dove la lingua slovena veniva insegnata nelle scuole parrocchiali della Venezia Giulia.
Durante il suo servizio a Corgnale scrisse tre libri manoscritti sulla storia della parrocchia.
AIle elezioni del 1921 venne candidato nella lista del Partito Popolare Jugoslavo (JNS) nella circoscrizione di Gorizia e venne eletto deputato a Roma. In due anni e mezzo Šček presentò 92 interrogazioni parlamentari, interpellanze e risoluzioni.
Nel 1923 divenne segretario della Società Cattolica di Gorizia (KTD) e fondò la casa editrice cattolica e la libreria. Dopo aver terminato la carriera politica dal 1927 divenne amministratore parrocchiale ad Alber di Sesana. Con l'aumento delle pressioni della dittatura fascista, nel 1940 si ritirò a vita privata, prima a Trieste, poi dal suo amico il prete Tone Požar a Corgnale.
Nel 1945 rifiutò di amministrare i sacramenti agli italiani in procinto di essere uccisi a Basovizza, affermando che non ne valeva la pena.
Dopo l'aggressione al vescovo Antonio Santin Virgil Šček si rivolse al clero romano per avere un aiuto, ma la sua richiesta cadde nel vuoto. Virgil Šček non ha mai ricevuto una risposta negativa, poiché è morto il 6 luglio 1948, dopo un'operazione chirurgica a Lubiana all'età di 59 anni. È sepolto a Corgnale, sulla sua tomba c'è scritto: